# Vogulka (affluente della Sylva)
La Vogulka (in russo Вогулка?) è un fiume della Russia europea orientale, affluente di sinistra della Sylva (bacino idrografico della Kama). Scorre nel distretto Šalinskij dell'oblast' di Sverdlovsk.
Il fiume inizia a sud-ovest del villaggio di Sarga. Dalla sorgente scorre principalmente verso sud-ovest, poi la direzione verso ovest diventa predominante; nella metà inferiore gira verso nord e si sposta gradualmente verso nord-ovest; sfocia nella Sylva a 290 km dalla foce, ad un'altitudine di 208,5 m, alla periferia occidentale del villaggio di Šamary. Il fiume ha una lunghezza di 113 km, il suo bacino è di 983 km².